# Salvador Gil i Gil
Salvador Gil i Gil (1903 - 1933), fou escollit regidor pel Districte 1 i nomenat tinent d'alcalde en el primer ajuntament democràtic de la història de l'Hospitalet de Llobregat, entre 1931 i 1933, mentre fou l'alcalde en Josep Muntané i Almirall. Botiguer de professió, es va involucrar en la promoció d'entitats culturals i esportives. Pertanyia a Esquerra Republicana de Catalunya. Es va casar amb Maria Carbonell.
Va fundar la publicació "Fortitud", periòdic de l'Hospitalet de tendència liberal, erigit en portaveu d'Esquerra Republicana de Catalunya a partir del 20 de juny de 1933 (número 16). De publicació quinzenal, se'n van treure 28 números entre el 1932 i el 1934, tots conservats a l'Arxiu Municipal de l'Hospitalet.
Fou assassinat per uns pistolers la nit del 14 de maig de 1933 que li feren xantatge. Al seu enterrament hi acudiren el President de la Generalitat Francesc Macià i altres autoritats.
El 21 d'agost del 1932 l'Ajuntament de l'Hospitalet de Llobregat va acordar la construcció per subhasta de dos edificis escolars en terrenys propietat del municipi situats, un al carrer de Campoamor i l'altre a la prolongació del carrer de les Corts Catalanes. Ambdós col·legis estaven dissenyats per l'arquitecte Municipal de la Ciutat, Ramon Puig i Gairalt. el de Campoamor s'inauguraria el 13 d'octubre de 1934 amb el nom del tinent d'Alcalde Salvador Gil i Gil, que havia estat assassinat feia poc temps.